# 俺の残機を投下します
『俺の残機を投下します』（おれのざんきをとうかします）は、小説家の山田悠介が2020年に河出書房新社から出版した小説。
テーマソングである「畢生よ」はカンザキイオリが作詞作曲、歌唱はバーチャルシンガーである花譜が担当している。

## あらすじ
舞台は2030年、世界的にeスポーツが発展した時代の横浜。そこに、とある落ちぶれたプロゲーマー「イッキ」こと、上山一輝がいた。ゲーマーとして成績を残せず、その苛立ちや焦りを周りにぶつけていた一輝は家族を失い、生活も心も荒んでいた。
そんなある日、一輝の前に一輝の「残機」を名乗る一輝にそっくりな3人組と出会う。一輝はそんな自分の「残機」や別れた元妻や自分の息子との関わりを通し、少しずつ荒んだ心や生活を癒していった。そんな中訪れるプロゲーマー「イッキ」としての転機、上山一輝としての危機。一輝が最後に下した決断、行動とは。

## 登場人物
上山 一輝（かみやま かずき）
本作の主人公であるプロゲーマー。ゲーマー名義はイッキ。由来は本名である一輝の別読みから。
とても横暴で自己中心的な性格をしており、自分の思うように行かないと周りのものや人にあたる悪い癖がある。
バツイチで別れた妻の元には一輝と血の繋がった息子がいる。
結衣（ゆい）
一輝の元妻。一輝と別れてからはシングルマザーとして弁当屋で働きながら、一人息子である晴輝を育てている。看護師になるのが夢で、家事や仕事の合間を縫って看護師の勉強もしている。
はっきりとものを言う世話焼きや性格であり、それは別れた元夫である一輝に対してもよく世話を焼いている。
リュウスケ
「残機」の1人。
ダイゴ
「残機」の1人。